# Стіна Кангшунг
Стіна Кангшунг — східна стіна гори Джомолунгма, одна з тибетських сторін гори. Її висота від підніжжя, де розташований льодовик Кангшунг, до вершини становить 3350 м.
Це широка гірська стіна, справа (якщо дивитися на неї знизу) увінчана верхнім Північно-східним гребенем, ліворуч на ній розташовані Південно-східний гребінь і Південне сідло. Верхня частина стіни в основному покрита нависаючими льодовиками, а нижня складається з крутих скельних виступів і кулуарів між ними. Сходження на Джомолунгму по стіні Кангшунг вважається набагато небезпечнішим, ніж сходження по стандартних маршрутах, що проходять через Північне сідло або через Південне сідло. Крім того, це найвіддаленіша частина гори, і треба пройти довший шлях, щоб підійти до підніжжя стіни Кангшунг.

## Історія сходжень

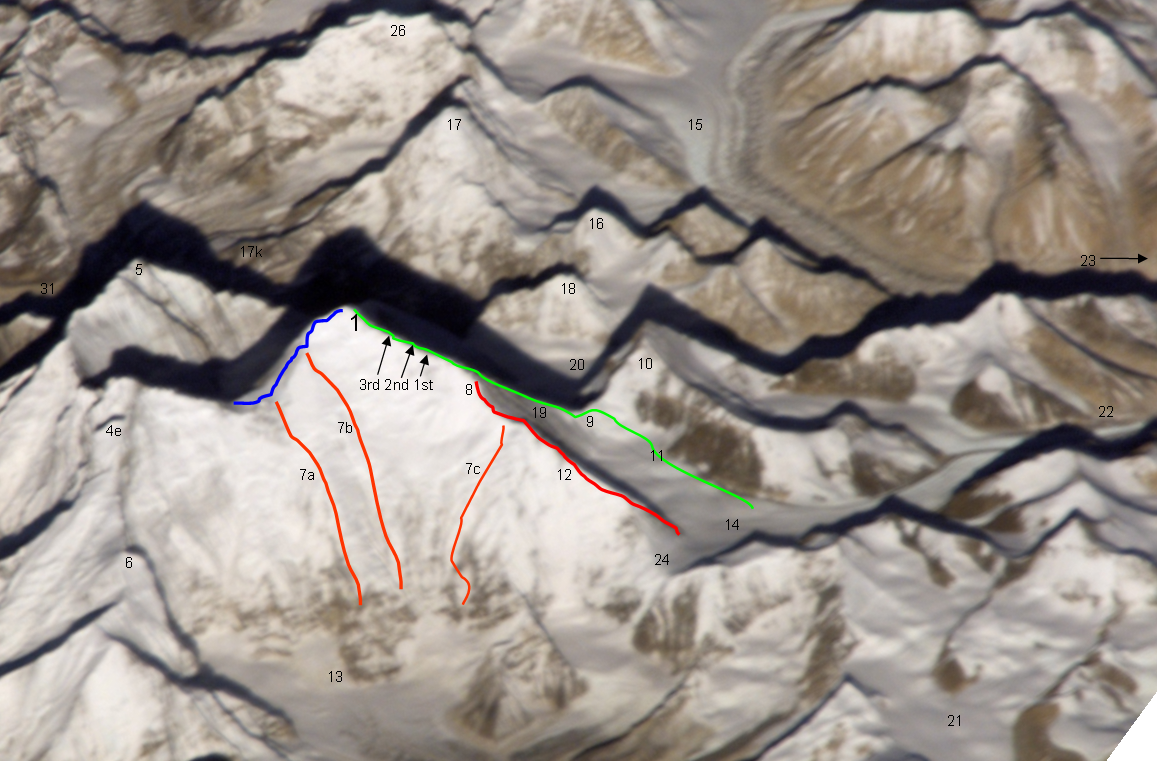
Маршрути сходження на стіну Кангшунг

У 1981 році американська експедиція під керівництвом Річарда Блюма (англ. Richard Blum) і Луїса Рейхардта, у складі якої були також Едмунд Гілларі, Джордж Лоу (George Lowe), Джон Роскеллі і Кім Момб (Kim Momb), здолала скельні виступи, але перервала сходження на висоті приблизно 7000 м через високу лавинонебезпечність.
Перше успішне сходження на стіну Кангшунг сталося в 1983 р. Це була теж американська експедиція, яку очолив Джеймс Д. Моррисі (James D. Morrissey). Сходження тривало п'ять з половиною тижнів. Нарешті 8 жовтня 1983 р. Кім Момб, Карлос Бюлер і Луїс Рейгардт зійшли на вершину. Джордж Лоу, Ден Рейд (Dan Reid) і Джей Касселл (Jay Cassell) піднялися на вершину наступного дня.
У 1988 р. американо-британська експедиція пройшла по новому маршруту: по стіні Кангшунг до Південних виступів (англ. South Buttress), звідти альпіністи піднялися на Південне сідло і завершили сходження уже звичайним маршрутом через Південно-східний гребінь. Учасник тієї експедиції Стівен Венаблес став першим британцем, що здійснив сходження на вершину Джомолунгми без використання кисневих приладів. Два інші учасники експедиції, Ед Вебстер (Ed Webste) і Роберт Андерсон (Robert Anderson), обоє із США, також ішли без кисневих приладів; вони зійшли на південну вершину, але найвищої північної вершини не досягли. Канадець Поль Тір (Paul Teare) дійшов до Південного сідла, але був вимушений спуститися звідти через погане самопочуття. У забезпеченні експедиції працювали: лікар Міріам Зієман (Miriam Zieman, США), фотограф Джозеф Блекберн (Joseph Blackburn, США), кухар Пасанг Норбу (Непал) і помічник кухаря Касанг Тсеринг (Тибет).

## Особливості сходження
Основа стіни Кангшунг шириною 3 км практично вся складається зі скель з нависаючими уступами, розділених глибокими вузькими розколинами. Небезпека сходу снігової лавини дуже висока, особливо при штормовому вітрі: на вершинах скель лежить нестійкий сніг, зустрічаються смертельно небезпечні «крижані вежі». Йти вгору через них важко, але спускатися назад — ще важче, тому при такому сходженні не можна повернути назад на півдорозі. Невипадково Джордж Меллорі записав у щоденнику експедиції: «Інші люди, менш розсудливі, можуть спробувати здолати цей шлях, якщо вони того побажають; але це категорично не для нас».

## Ресурси Інтернету
- Вид з Базового табору. Ліворуч — Південне Сідло(англ.)
- Експедиція 2003 року(англ.)